# Carlos Daniel (ator)
Carlos Daniel da Silva Gonçalves Fernando (Lisboa, 11 de maio de 1952 - Lisboa, 9 de abril de 1996), conhecido como Carlos Daniel, foi um ator de teatro, cinema e televisão português.

## Biografia
Nasceu na freguesia da Ajuda, em Lisboa, a 11 de maio de 1952.
Apesar de ter inicialmente considerado seguir uma carreira eclesiástica, ainda estudante, com apenas 17 anos, estreou-se oficialmente nos palcos do Teatro Popular de Lisboa com a peça Antígona de Sófocles, sob encenação de António Pedro, do Grupo Cénico da Associação de Estudantes do Instituto Superior Técnico de Lisboa, onde recebeu vários louvores, e de seguida em O Baile dos Mercadores com encenação de António Manuel Couto Viana. Decidido a enveredar pelas artes cénicas, diplomou-se com o 1º prémio, pelo Conservatório Nacional de Lisboa, no curso superior de Teatro e Encenação, integrando pouco depois vários grupos e companhias teatrais, como a Companhia Metrull, a Casa da Comédia, o Teatro Villaret, o Teatro Experimental de Cascais e o Teatro de Animação de Setúbal, do qual foi um dos fundadores ao lado de António Banha, Carlos César e António Assunção, entre outros, realizando durante o mesmo período várias digressões pelo Canadá, Estados Unidos da América, França, Espanha ou ainda em alguns países africanos de língua portuguesa.
Catorze anos após o incêndio que quase destruiu o Teatro Nacional D. Maria II, em 1978, Carlos Daniel integrou a companhia, tornando-se num dos mais jovens atores contratados por Francisco Ribeiro. Nela atuou em 17 peças, tais como O Alfageme de Santarém, Felizmente há Luar!, As Alegres Comadres de Windsor, Ricardo II, A Tragédia da Rua das Flores, Pedro o Cru, O Gebo e a Sombra ou As Fúrias.
No teatro, destacou-se pelo seu desempenho como protagonista em Hamlet, encenado por Carlos Avilez para a Fundação Calouste Gulbenkian, Les Galanteries du Duc d’Ossone, de Jean-Marie Villégier, apresentada no Théâtre Municipal de Caen e no Théâtre National de Chaillot em 1988, ou ainda em Amor de Perdição, encenado por Ricardo Pais para a exposição Europália de 1991. Trabalhou com Peter Brook, Geofrey Reeves, Roger Blin e Jean-Marie Villégier.
Na televisão participou sobretudo em telenovelas, não só em Portugal como no Brasil, integrando o elenco de êxitos como Pedra sobre Pedra da TV Globo ou Desencontros e Passerelle da RTP, programas de poesia e teatro, telefilmes e séries, como Alentejo sem Lei, Major Alvega, A Dama do Mar (1993), O Rosto da Europa (1994), Os Melhores Anos e O Café do Ambriz.
No cinema português integrou o elenco de Os Emissários de Khalôm (1988), A Maldição de Marialva (1989) e Chá Forte com Limão (1993), de António de Macedo, O Processo do Rei (1990) e O Fim do Mundo (1993), de João Mário Grilo, ou Terra Fria (1992), de António Campos, entre outros. Participou também em filmes espanhóis e franceses, tais como La tómbola de la muerte de Guillermo Inclán, Muertes violentas e El Francoatirador fenómeno de Ángel Sancho, El día de las sirvientas de René Cardona III, Un femme dans la tourmente de Serge Moati e Contrainte par corps de Serge Leroy.
Faleceu de ataque cardíaco fulminante a 9 de abril de 1996, em Lisboa, com apenas 43 anos de idade.

## Teatro
- Antígona (1969), autoria de Sófocles e encenação de António Pedro;
- O Baile dos Mercadores (1969), autoria de João Osório de Castro e encenação de António Manuel Couto Viana;
- Fuenteovejuna (1973), encenação de Carlos Avilez;
- A Maratona (1975), autoria de Claude Confortés e encenação de Carlos César;[9]
- Medida por Medida (1977), autoria de William Shakespeare e encenação de Mário Barradas;[10]
- O Alfageme de Santarém (1978), autoria de Almeida Garrett e encenação de Francisco Ribeiro;
- Felizmente há Luar! (1978), autoria de Luís de Sttau Monteiro;
- As Alegres Comadres de Windsor (1978), autoria de William Shakespeare;
- Os Filhos do Sol (1979), autoria de Máximo Gorki;
- As Três Irmãs (1980), autoria de Anton Tcheckov;
- A Tragédia da Rua das Flores, autoria de Eça de Queirós;
- Longa Viagem para a Noite (1983), autoria de Eugene O’Neil;
- Fígados de Tigre (1984), autoria de Francisco Gomes de Amorim;
- Dom Juan (1986), autoria de Molière e encenação de Jean-Marie Villegier - como D. João;[11]
- Mãe Coragem e os Seus Filhos (1986), autoria de Bertolt Brecht;
- Hamlet (1987), autoria de William Shakespeare e encenção de Carlos Avilez - como Hamlet;
- O Leque de Lady Windermere (1993), autoria de Oscar Wilde;
- Ricardo II (1995), autoria de William Shakespeare;
- Les Galanteries du Duc d'Ossone, Vice-Roy de Naples, encenação de Jean-Marie Villegier.

## Televisão
- O Caso Rosenberg (telefilme, 1976), realização de Oliveira e Costa - como David;
- Os Fantasmas (telefilme, 1976), realização de Eduardo de Filippo;
- Os Três Milagres (telefilme, 1980);
- Auto dos Enfatriões (telefilme, 1980), realização de Herlander Peyroteo;
- Entre Giestas (telefilme, 1980), realização de Ruy Ferrão;
- Sabadabadu (programa de televisão, 1981), realização de César de Oliveira e Melo Pereira;
- Chuva na Areia (telenovela, 1985), autoria de Luís de Sttau Monteiro - como Herculano Carvalho (85 episódios)
- Mãe Coragem e Seus Filhos (telefilme, 1987) - como Cronista
- Octávio (telefilme, 1988), realização de Artur Ramos - como Octávio
- Le Masque (série de televisão, 1989) - como Gilles;
- Le triplé gagnant (série de televisão, 1989) - como Primo de Maguy;
- Rua Sésamo (programa de televisão, 1989);
- A Birra do Morto (telefilme, 1989), realização de Oliveira e Costa;
- Passerelle (telenovela, 1989), autoria de Ana Zanatti e Rosa Lobato de Faria - como Vasco (120 episódios);
- Dulcineia (telefilme, 1990), realização de Artur Ramos - como D. Roberto;
- Alentejo sem Lei (série de televisão, 1990), realização de João Canijo - como Major Giraldes "Zarolho" (3 episódios);
- O Café do Ambriz (série de televisão, 1991), autoria de Ângela Caires - como Vítor Mendes (3 episódios);
- Por Mares Nunca Dantes Navegados (série de televisão, 1991), autoria de Carlos Avilez e Zita Rocha;[12]
- A Árvore (série de televisão, 1992) - como Alain (3 episódios);
- Os Melhores Anos (série de televisão, 1992) - como Carlos (8 episódios);
- Pedra sobre Pedra (telenovela, 1992) - como Ernesto (178 episódios)
- Festival RTP da Canção (programa de televisão, 1993);
- A Chamada Sagrada (telefilme, 1993), autoria de Bento Pinto da França - como Maurice Tabret;
- Felizmente Há Luar! (telefilme, 1993), realização de Artur Ramos - como Beresford;
- A Dama do Mar (telefilme, 1993), realização de Maria João Rocha - como Arnholm;
- O Rosto da Europa (série de televisão, 1994) - como D. Fernando;
- Un femme dans la tourmente (telefilme, 1994), realização de Serge Moati - como Paulo da Silva;
- Desencontros (telenovela, 1995), autoria de Luís Filipe Costa e Francisco Moita Flores - como Miguel Serpa (145 episódios);
- Tordesilhas - o Sonho do Rei (telefilme, 1995), realização de Walter Avancini;[13]

Postumamente:
- La vie à trois (telefilme, 1997), realização de Christiane Lehérissey - como Miguel;
- Major Alvega (série de televisão, 1998) - como Rick (1 episódio).

## Cinema
- A Bicha de Sete Cabeças (curta-metragem, 1979) de António de Macedo - como Príncipe Daniel;
- Os Emissários de Khalôm (1988) de António de Macedo - como Valdemar;
- Contrainte par corps (1988) de Serge Leroy;
- A Maldição de Marialva (1989) de António de Macedo - como Heitor;
- El día de las sirvientas (1989) de René Cardona III;
- El Francoatirador fenômeno (1990) de Ángel Sancho;
- O Processo do Rei (1990) de João Mário Grilo - como D. Afonso VI;
- La tómbola de la muerte (1990) de Guillermo Inclán;
- Muertes violentas (1990) de Ángel Sancho;
- Terra Fria (1992) de António Campos - como Santiago;
- Chá Forte com Limão (1993) de António de Macedo - como Henrique;
- O Fim do Mundo (1993) de João Mário Grilo - como Carlos;
- Paraíso Perdido (1995) de Alberto Seixas Santos - como Hélder;

## Homenagens
O seu nome faz parte da toponímia de Cascais (freguesia de São Domingos de Rana), Gondomar (freguesia de Fânzeres), Lisboa (freguesia de Santa Maria dos Olivais), Sesimbra, Setúbal e Vila Franca de Xira.